# Þorbjörn bardagamaður
Þorbjörn bardagamaður (apodado Thorbiorn campeón del Jarl, n. 925) fue un guerrero vikingo de Noruega que se vio forzado a exiliarse a Islandia tras matar a un rival. Fundó un asentamiento en Hólar, Gaulverjabær, Árnessýsla. Es un personaje citado en la saga de Grettir. Tuvo dos hijos en Islandia, Þormóður (n. 965) y Sólmundur Þorbjörnsson.